# مستشفى الأميرة ألكساندرا
يخدم مستشفى الأميرة أليكساندرا أكثر من 285000 مريضاً ويقدم خدمات الرعاية الصحية لمجتمعات هارلو في ايسكس والمناطق المجاورة. يحوي المستشفى نحو 501 سريراً ويقدم خدمات صحية وخاصة متنوعة. يرأس المستشفى منذ أيّار 2017 آلان بيرنز (المدير العام) ولانس مكارثي (المدير التنفيذي). للمستشفى إذاعة خاصة بها يطلق عليها «إذاعة مستشفى هارلو». بالإضافة إلى إدارة مستشفى الأميرة ألكساندرا يتم دعمه من مستشفى القديسة مارجريت ومستشفى ايسكس وهيرتس.

## الأداء
يُقدّر العجز المالي في المستشفى بمبلغ يقارب 16.6 مليون جنيه استرليني للعام 2013/2014م. تحوّلت إدارة المستشفى إلى مركز رعاية صحية وطنية في نيسان 2015م و تحولت خططه ليصبح منظومة رعاية متكاملة ليُحقّق بذلك التكامل بكل أبعاده مع الهيئات والمنظمات الصحية المرتبطة في البلد.
كان للمستشفى دور بارز على المستوى الوطني في تحسن أداء غرف الطوارئ في شتاء 2014/2015م فيما يتعلق بساعات علاج المرضى في قسم الطوارئ حيث تضاعف عدد المرضى فيه ليصل 12000 مريضاً ضمن هذا المعيار. في تشرين الثاني من العام 2015م، أعلن المستشفى عن عدم قدرته لاستقبال وعلاج أكثر من 90٪ من المرضى في قسم الطوارئ ضمن المعيار المعتمد له. ووضح أمين المؤسسة أن المستشفى أصبح غير فاعلٍ بالخدمات الصحية ويتوقع عجز يتجاوز 28.6 مليون جنيه استرليني في العام 2015/2016م. في الربع الأخير من العام 2015م قدّم المستشفى أسوأ أداء أمام جميع نظرائه من مستشفيات إنجلترا في ما يتعلق بمعيار استقبال المرضى في قسم الطوارئ. عجز قسم الطوارئ في عام 2017/2018م عن استقبال أكثر من 29.9٪ من المرضى.

## الخدمات
- قسم الطوارئ
- قسم البصريات
- قسم السمعيات
- خدمات لمرضى السرطان
- خدمات المكتبات
- النسائية والتوليد
- التمريض
- الخدمات الخاصة
- الصيدلية
- فحص الدم
- عيادة كسور العظام
- العلاج الطبيعي
- الطب الإشعاعي
- الجراحة (المتخصصة)

## الأجنحة والأقسام
| الاسم                                    | النوع                                                                        |
| وحدة آلكساندرا اليومية                   | الجراحة والتنظير                                                             |
| الرعاية الإسعافية                        |                                                                              |
| تصوير الأوعية القلبية                    | تصوير أوعية القلب والتشخيص/ جهاز تنظيم ضربات القلب للمرضى الدائمين أو الزوّار |
| غرفة ما قبل الولادة                      | وحدة خاصة للعناية بالمرأة الحامل                                             |
| جناح فلمنغ/ وحدة العناية بالشريان التاجّي | خاصة بمرضى القلب ممن يعانون من أمراض قلب حادة أو مرض في القلب                |
| جناح الدولفين                            | طب الأطفال العام                                                             |
| وحدة العناية المبكرة بالحامل             | الشهور الأولى للحمل                                                          |
| الطوارئ /وحدة التقييم                    | متنوع                                                                        |
| وحدة العناية بالعيون                     | طب العيون                                                                    |
| جناح هارولد                              | خاص بالمرضى كبار السن وعظام الرقبة                                           |
| جناح هارفي                               | أمراض المعدة والأمعاء والدم                                                  |
| جناح هنري مور                            | جناح خاص بكبار السن؛ الجراحي والطبي والتأهيل                                 |
| العناية الخاصة                           | وحدة العناية المركزة (ذات الاعتمادية العالية)                                |
| غرف عمليات المرضى                        | غرف العمليات                                                                 |
| جناح كنغسمور                             | جراحات متنوعة                                                                |
| جناح لستر                                | جناح عناية لكبار السن                                                        |
| جناح لوكستر                              | خاص للعناية بالجهار التنفسي                                                  |
| وحدة حديثي الولادة                       | وحدة العناية المركزة بحديثي الولادة                                          |
| جناح بن                                  | جراحات متعددة                                                                |
| وحدة التقييم الأولي                      | تحت إشراف الممرضات وحدة للتقييم الأولي                                       |
| جناح راي                                 | جناح طبي خاص بكبار السن                                                      |
| جناح القبول اليومي                       | منطقة انتظار خاصة (إلى جانب غرف الجراحة)                                     |
| جناح سامسون                              | جناح ما بعد الولادة                                                          |
| جناح سوندراز                             | جناح للطب العام وكبار السن                                                   |
| جناح ستورت                               | الطب النفسي                                                                  |
| وحدة بي 40 المعروفة سابقاً ب ستروك        | للطب العام                                                                   |
| تاي جرين                                 | قسم للعظام                                                                   |
| جناح ونتر                                | الغدد الصماء والطب العام                                                     |

## أجنحة سابقة
| الاسم                 | النوع |
| جناح آكرايت           | الاسم السابق TUI |
| جناح آفون             | جناح الطب النفسي (مغلق حاليا) كان جزءاً من مركز درونت                                                                                        |
| جناح بيفان            | كان جناح لعلاج كبار السن أما الآن فهو لعلاج الأسنان والوجه والفكّين                                                                          |
| جناح كام              | جناح الطب النفسي (مغلق حاليا) كان جزءاً من مركز درونت                                                                                        |
| جناح كافيل            | جناح هارولد أعيدت تسميته ليصبح جناح دولفين                                                                                                  |
| جناح تشارنلي          | أغلق جناح آلكساندرا وتحولت الحالات فيه إلى جناح ونتر                                                                                        |
| جناح فرايسر           | الاسم القديم لوحدة العناية التابعة |
| جناح جيبرد            | انتقل إلى المبنى الرئيسي للمستشفى وأصبح وحدة خاصة لعلاج السكتة الدماغية/تم إغلاق الجزء الخاص برعاية كبار السن في الجناح وتحول إلى جناح راي. |
| جناح تشارنلي وهنت     | أصبح الآن جناح هنري مور وهارولد |
| جناح جون سنو ونيكولاس | جناح السيطرة على العدوى |
| جناح لي               | كان تابعا لمركز درونت /وحدة الطب النفسي أُغلقت                                                                                               |
| جناح ناينتنجيل        | معروف سابقاً بوحدة السكتة الدماغية |

## قسم الصيدلية
يتم تقديم خدمات الصيدلية للمراجعين والمرضى من خارج المستشفى بما في ذلك مرضى من مستشفيات مجاورة. تحوي الصيدلية مستوصفاً ووحدة للخدمات الفنية وخدمة معلومات عن الأدوية للموظفين والمرضى المراجعين والعامّة. تم تفعيل نظام توزيع للأدوية (آلي) يُعرف باسم الروبوت مما سهل عملية توزيع الأدوية على الأقسام بشكل أكثر فاعلية.